# Deportivo Walter Ferretti
Deportivo Walter Ferretti is een Nicaraguaanse voetbalclub uit de hoofdstad Managua.
De club werd in 1987 opgericht als MINT, als sporttak van het Nicaraguaanse leger. Nadat voorzitter Walter Ferretti omkwam bij een auto-ongeluk in 1991 werd de naam van de club omgedoopt in Deportvio Walter Ferretti als eerbetoon. 

## Erelijst
- Landskampioen

1998, 2001, 2015, 2017 A
Chinandega ·
Deportivo Las Sabanas ·
Deportivo Ocotal · 
Deportivo Walter Ferretti · 
Diriangén · 
Juventus Managua · 
Managua · 
Real Estelí · 
Real Madriz · 
UNAM Managua